# Scrobipalpa voltinella
Scrobipalpa voltinella is een vlinder uit de familie tastermotten (Gelechiidae). De wetenschappelijke naam is voor het eerst geldig gepubliceerd in 1898 door Chretien.
De soort komt voor in Europa.